# Espen Ruud
Espen Ruud, född 26 februari 1984, är en norsk fotbollsspelare (försvarare) som spelar för Odds BK.

## Landslagskarriär
Ruud debuterade för Norges landslag den 14 november 2009 i en 1–0-vinst över Schweiz, där han blev inbytt i den 89:e minuten mot Per Ciljan Skjelbred.